# BMW 7 Серії (E32)
У 1986 році BMW представило друге покоління 7-серії, на шасі E32. Автомобіль отримав деякі найновіші розробки в автобудуванні, та новий топовий двигун V12. Серед опцій були вбудований телефон та факс, холодильник для напоїв, подвійне засклення, дверні замки та форсунки омивачів лобового скла з підігрівом, система електронної стабілізації, та система, що автоматично збільшувала ступінь притискування «двірників» до лобового скла, щоб добре утримувати їх навіть на великій швидкості. Між іншим E32 були першими BMW, що отримали обмеження швидкості на відмітці 250 км/год.
Автомобілі були також доступні у подовженій версії (позначалася літерою 'L' після номера моделі), що надавала на 10 сантиметрів більше місця для ніг задніх пасажирів.
BMW 750iL Highline була топовою моделлю лінійки E32, заднім пасажирам пропонувалася шкіряна оббивка салону, керування магнітолою, подвійний клімат-контроль, крісла з електронним регулюванням та підігрівом, та відкидні столики з горіха. Автомобіль мав другий акумулятор в багажнику та другий генератор для того, щоб забезпечувати енергією численні опції. Пакет опцій 'Highline' коштував близько €10.000, та був доступний лише для 750iL, який з повним «фаршем» коштував вдвічі дорожче за базовий 730i.  [Архівовано 3 березня 2006 у Wayback Machine.]

## Двигуни

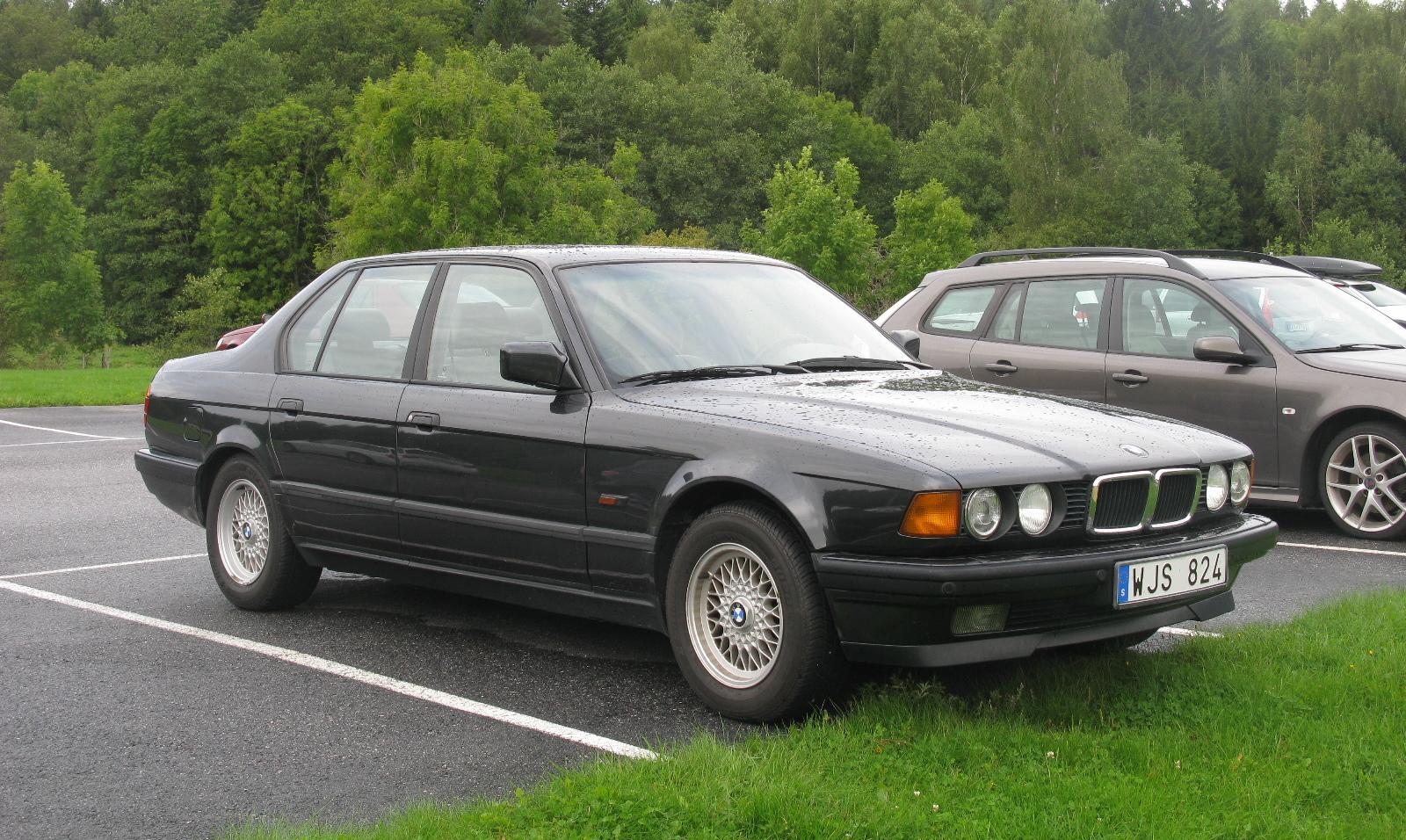
BMW 730i (1992–1994)

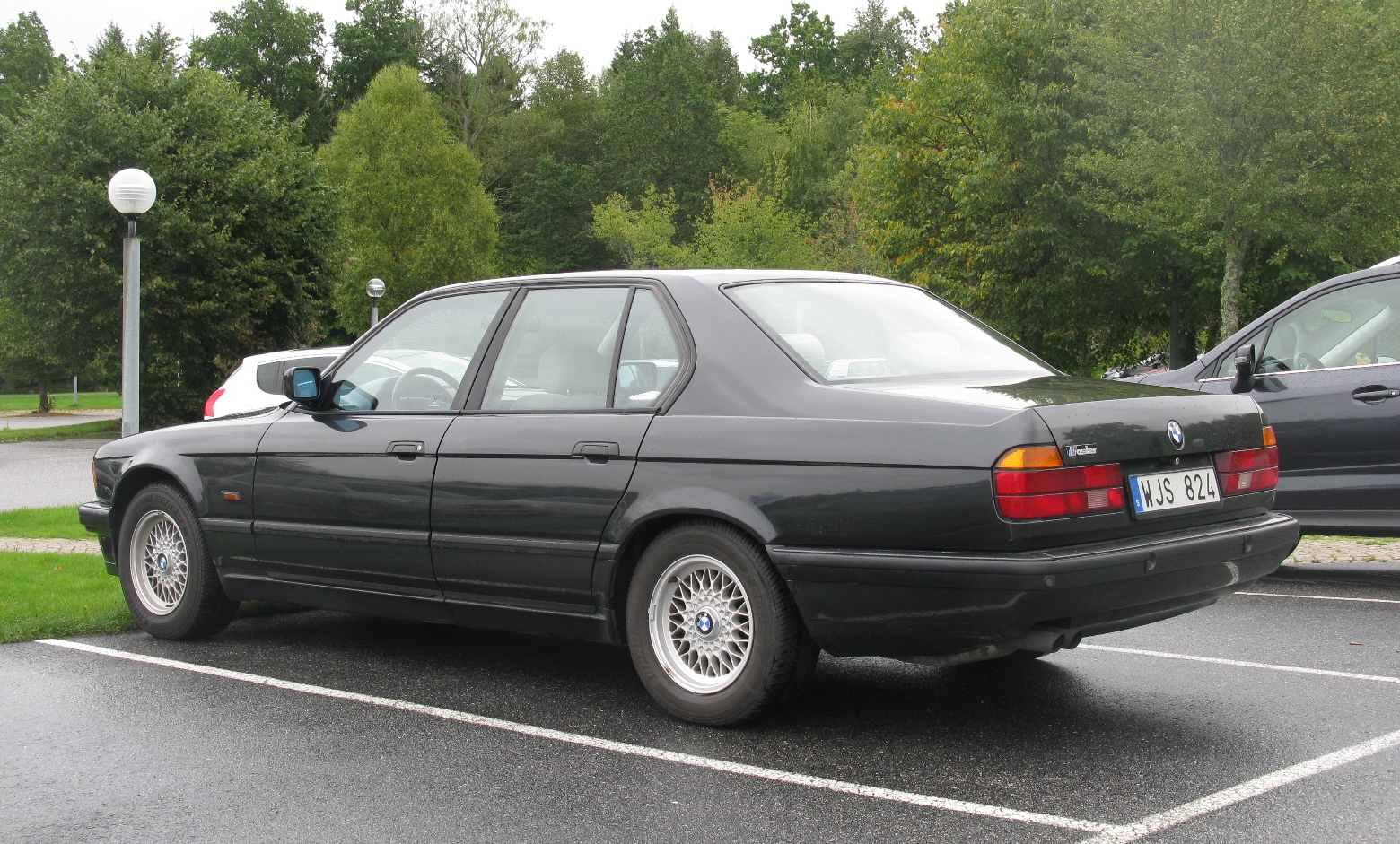
BMW 730i (1992–1994)

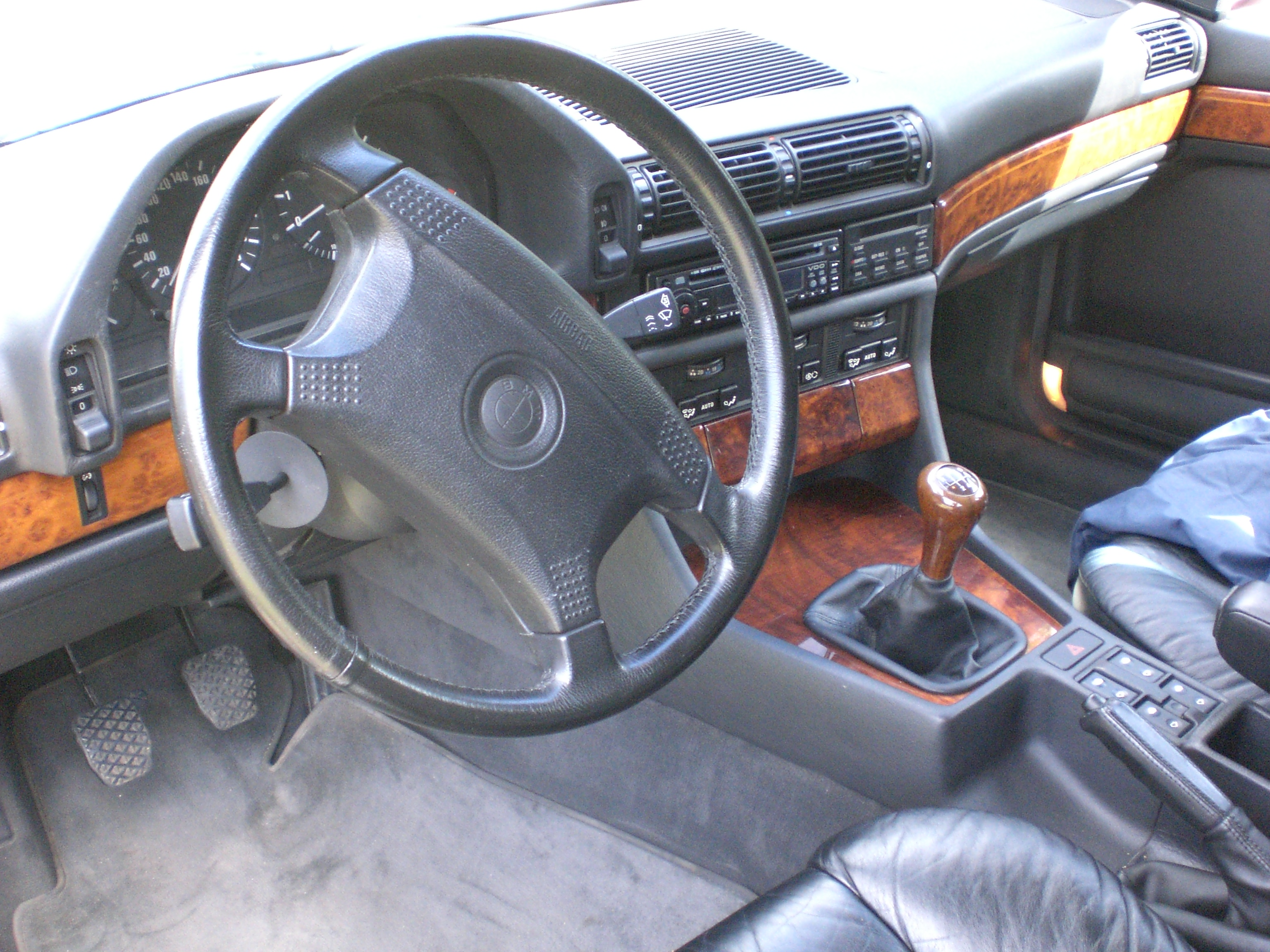
Салон

Для E32 були доступними кілька різних бензинових двигунів.
Автомобіль був представлений у версіях 730 та 735, що використовували рядну «шістку» M30, в той час як 750-й оснащувався повністю новим двигуном M70 V12, потужністю 300 кс (296 кс у США).
У 1992 був представлений новий 32-клапанний двигун V8 M60. Модель 730i отримала 3-літрову, а нова 740i отримала 4-літрову версії. В деяких країнах, мали місце серйозні проблеми з цим двигуном через проблеми з сірчаною корозією у його блоці циліндрів з нікасилу. Багато двигунів було замінено по гарантії.
BMW продавав модель 730 з двигуном M30 у Європі до 1994 року, коли була представлена нова платформа E38.
Зовні, «ніздрі» BMW вказували на те який двигун був під капотом: всі 6-циліндрові моделі мали вузькі «ніздрі», а всі 8-ми та 12-циліндрові мали розширений розмір. Ця особливість не перейшла на наступні покоління (E38 використовував широкі «ніздрі» для всіх моделей)

Характеристики двигунів в залежності від моделі:
| Модель  | Код двигуна | Тип двигуна | Об'єм (см³) | Потужність (кс) | Момент (Нм)  |
| 730i    | M30         | І6 12V      | 2986        | 188 при 5800    | 260 при 4000 |
| 735i    | M30         | І6 12V      | 3430        | 211 при 5700    | 305 при 4000 |
| 730i V8 | M60         | V8 32V      | 2997        | 218 при 5800    | 290 при 4500 |
| 740i    | M60         | V8 32V      | 3982        | 286 при 5800    | 400 при 4500 |
| 750i    | M70         | V12 24V     | 4988        | 300 при 5200    | 450 при 4100 |

## Галерея

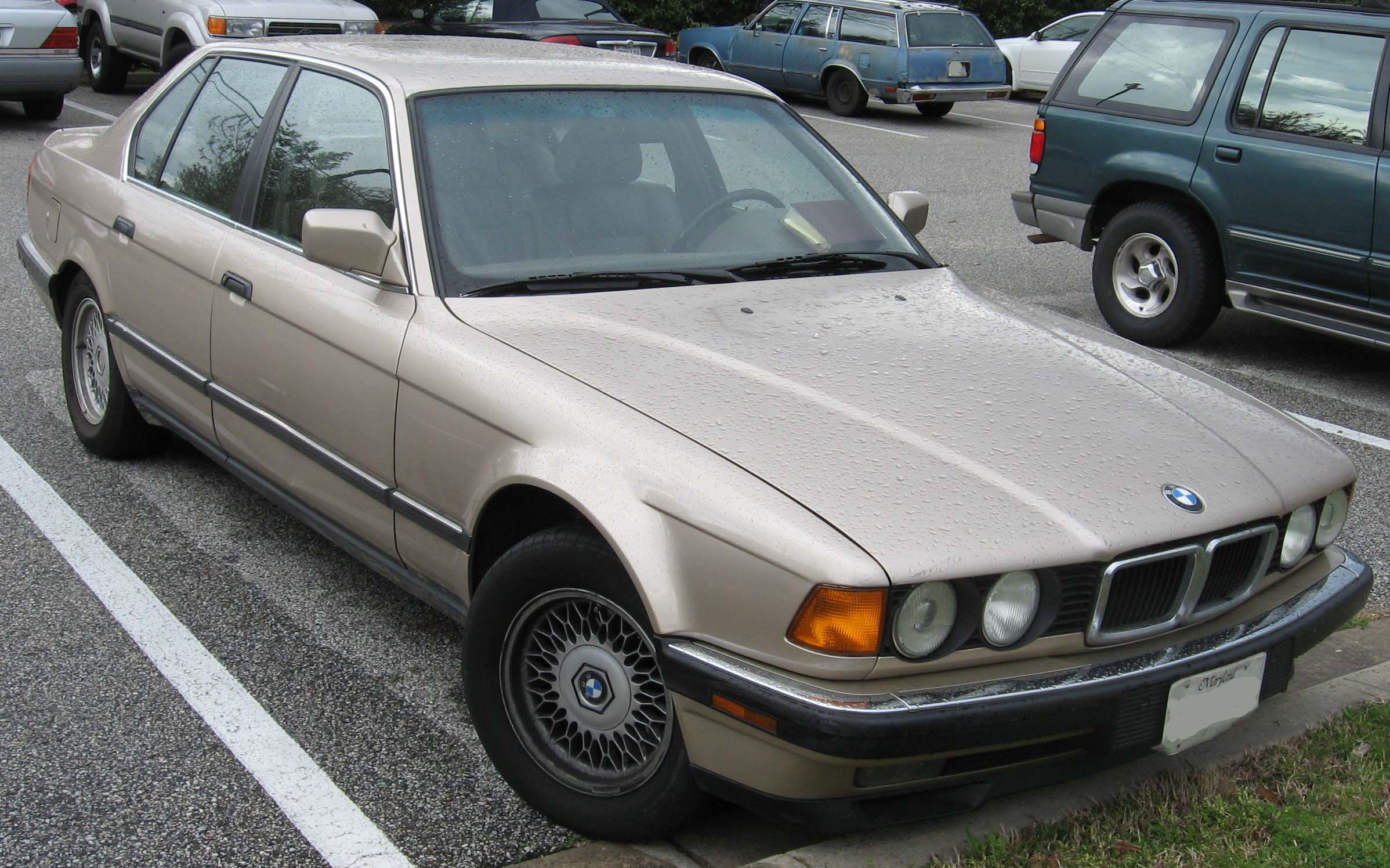
BMW 740i E32
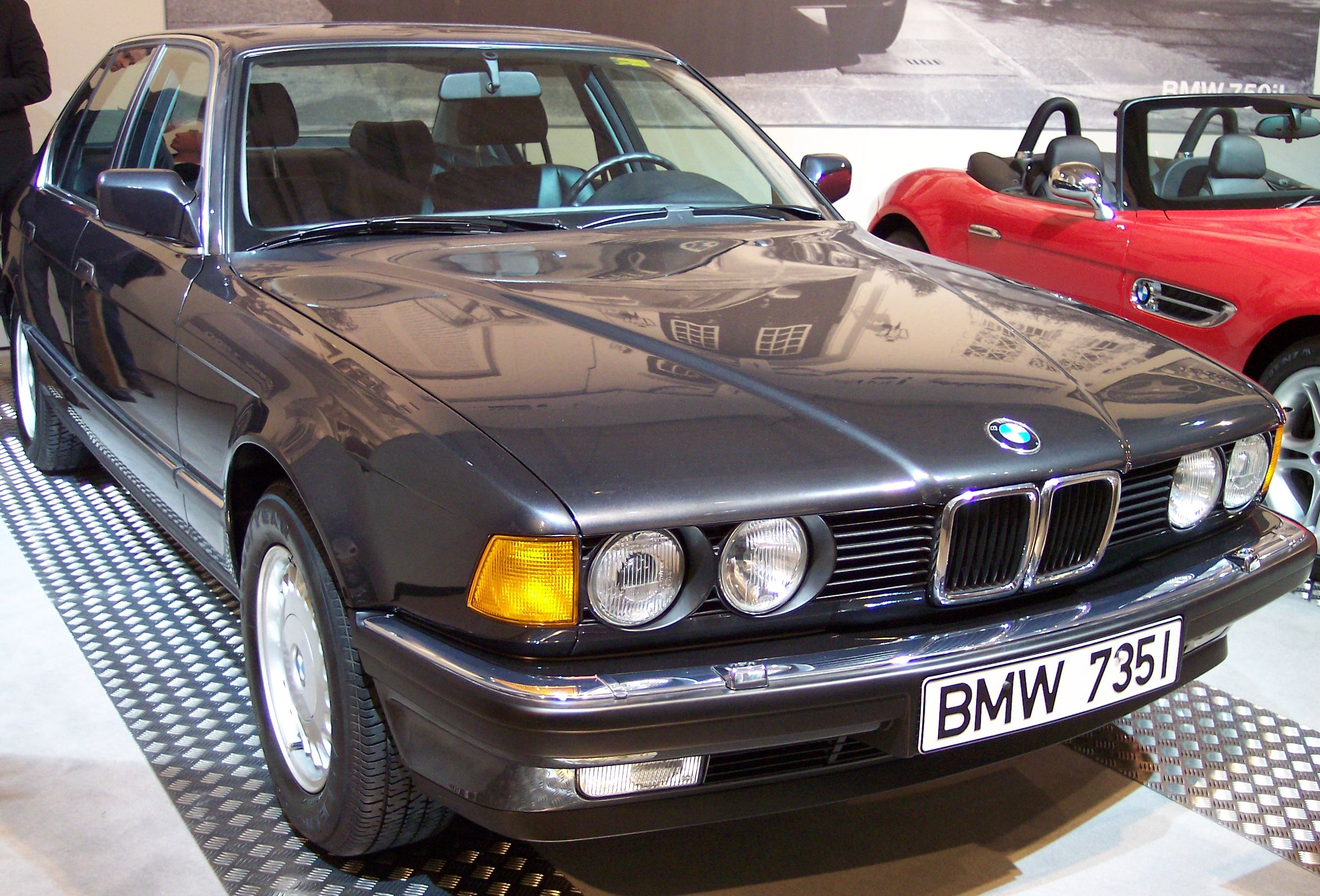
BMW 735i E32 1987
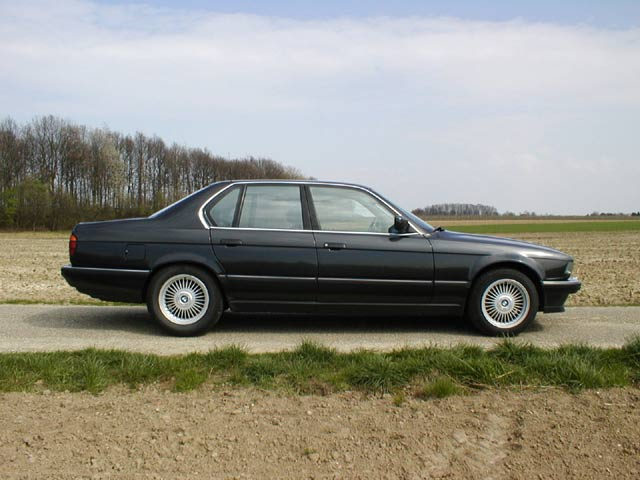
BMW 740i E32 1992

## Споріднені моделі
E32 замінила перше покоління 7-серії — E23. В свою чергу E32 був замінений E38 у 1994 році, хоча двигуни розроблені для E32 продовжували використовувати у трохи покращеному вигляді.
E34 5-серії, представлений у 1988, зовні був дуже схожий на E32 і мав багато спільних деталей. Дводверна 8-серія E31 використовувала такі ж двигуни (840i, 850i).

## Конкуренти
Головними конкурентами E32 були моделі Mercedes-Benz S-Класу (моделі W126 та W140 з 1991 року). Іншими конкурентами були Jaguar XJ40 та Lexus LS400.
Віддаленішими конкурентами були Cadillac Fleetwood, Opel Senator, та Audi V8.